# Salen (chemie)
Salen kan in de chemie verwijzen naar:
1. het eerste tetradentaat ligand in deze klasse, verkregen uit de reactie van salicylaldehyde (sal) en ethyleendiamine (en). De structuurformule in de infobox is van deze verbinding.
2. andere tetradentaat liganden gebaseerd op de condensatiereactie van andere 1,2-diamines met vergelijkbare β-hydroxyaldehyden of β-hydroxyketonen.

Het oorspronkelijke salen heeft C2-symmetrie. Salen kan ook beschouwd worden als een dubbele Schiff-base. Salen-liganden zijn in staat een groot aantal metaal-ionen te complexeren. Verschillende oxidatie-toestanden zijn daarbij geen bezwaar. Deze eigenschap wordt toegepast als het wordt toegevoegd aan motorbrandstoffen om allerlei metalen (slijtage van motoronderdelen)te deactiveren of als katalysator. Omdat salen makkelijk complexen vormt, waarbij de fenolische waterstof-atomen afgestaan worden, wordt de neutrale verbinding, zonder gecomplexeerd metaal, meestal als {\displaystyle {\ce {H2Salen}}} genoteerd.

## Synthese en complexvorming
H2salen kan makkelijk bereid worden in de condensatiereactie van ethyleendiamine en salicylaldehyde.
Complexen van metalen met salen kunnen vaak in situ gemaakt worden: na de condensatiereactie wordt H2Salen niet geïsoleerd, maar laat men het direct met een bron van het gewenste metaal-ion reageren.
{\displaystyle {\ce {H2Salen\ +\ M^{2+}\ \longrightarrow \ M(Salen)\ +\ 2H^{+}}}}
|                                             |  |                                 |
| Salcomine, een complex van salen met kobalt |  | Jacobsen's salen-Mn katalysator |